# Carlo Maria Gramaccioli
Carlo Maria Gramaccioli (Milano, 1935 – Milano, 14 ottobre 2013) è stato un mineralogista italiano.
Ha scoperto una ventina di nuove specie mineralogiche. È noto per aver scritto libri sulla mineralogia di carattere consultativo come Il meraviglioso mondo dei cristalli e Minerali alpini e prealpini. 
Le sue ceneri sono conservate in una celletta del cimitero di Lambrate.